# 海南特区报
《海南特区报》（英語：Hainan Special Zone Daily，1989年1月4日—）是中华人民共和国的综合性日报，是海南省的省级报纸，于1989年1月4日创刊，2002年3月改版为都市类报纸。此外，《海南特区报》还拥有开办旗下专刊：《房产·家装周刊》、《汽车周刊》、《美食·酒水周刊》、《通讯·IT周刊》、《家电周刊》等专刊。目前发行量位居海南平面媒体前列。

## 旗下活动
- “海口万人鹊桥会暨军地玫瑰之约”（大型公益相亲活动）[6][7]

## 外部連結
- 海南特区报的微博 （页面存档备份，存于）
- 網站